# Against Nature?
Against Nature? (česky: Proti přírodě?) je výstava homosexuality ve zvířecí říši, kterou uspořádalo Národní historické muzeum při norské Univerzitě Oslo. Výstava se zaměřuje na výskyt a úlohu homosexuality mezi zvířaty a je první svého druhu. 
Součástí výstavy jsou fotografie a exponáty zvířecích druhů známých pro homosexualitu. Výstava mimo jiné poukazuje na skutečnost, že velryby jižní a žirafy vytvářejí svazky jedinců stejného pohlaví. Muzeum tvrdí, že jedním z jeho cílů je „pomoci demystifikovat homosexualitu mezi lidmi... doufáme, že lidé brzy odvrhnou velmi známý argument, že homosexuální chování je zločin proti přírodě.“ Většina výstavy je založena na pracích Bruce Bagemihla a Joan Roughgardenové.
Výstava se konala od září 2006 do srpna 2007. Byla velmi kladně přijata a muzeum bylo často navštěvováno skupinami rodin. Nad výstavou vyjádřilo zájem mnoho dalších přírodních historických muzeí z Dánska, Švédska, Německa, Nizozemska a Austrálie.